# Friedrich Spanheim
Friedrich Spanheim cel Bătrân (n. 1 ianuarie 1600 - d. 14 mai 1649) a fost un teolog german, profesor de teologie calvină la universitatea din Leyden.
Este cunoscut ca fiind unul dintre cei mai fervenți susținători ai doctrinei predestinării, în contradicție cu conceptele teologului protestant Moise Amyraut.
A fost tatăl teologului Friedrich Spanheim cel Tânăr (1632-1701).